# پالاسیس د گدا
پالاسیس د گدا دهستانی در استان آبیلای اسپانیا است.
در این دهستان ۴۹۴ نفر زندگی می‌کنند. مساحت این دهستان ۵۲٫۹۷ کیلومتر مربع است.